# San Secondo di Pinerolo
Pour les articles homonymes, voir San Secondo.
San Secondo di Pinerolo (en français Saint-Second-de-Pignerol) est une commune italienne de la ville métropolitaine de Turin, dans la région Piémont.

## Administration
| Période                                  | Période  | Identité    | Étiquette | Qualité |
| ---------------------------------------- | -------- | ----------- | --------- | ------- |
| 14 juin 2004                             | En cours | Paolo Cozzo |           |         |
| Les données manquantes sont à compléter. |          |             |           |         |

### Communes limitrophes
Pignerol, San Germano Chisone, Porte (Italie), Prarostino, Osasco (Italie), Bricherasio

### Jumelages
- Carlos Pellegrini (Argentine)